# Hubprobst
Hubprobst (auch Hubmeister, zu lateinisch praepositus „Vorgesetzter“ und Hube, Rechtstitel eines Grund- oder Gutsbesitzes) war bis zur Bauernbefreiung im 18. und 19. Jahrhundert ein Verwalter im Bereich einer Grundherrschaft des Adels, einer Kirche oder eines Klosters und mit der Aufsicht über deren Besitz betraut. Er überwachte die Bauern und zog die Stift ein, die er dem Grundherren verrechnete.
Für Österreich urkundlich belegt ist 1284 Reinbot der Zeleub als Hubmeister, der sich in einer Urkunde von 1285 selbst „magister urborum“ nennt. Zumindest in Österreich ging das im ganzen Mittelalter bestehende Landschreiberamt im Laufe des 14. Jahrhunderts allmählich an den Hubmeister über.